# Pascal Isumbisho Mwapu
Pascal Isumbisho Mwapu est un homme politique de la république démocratique du Congo. Le 25 septembre 2015, il est nommé ministre de la Fonction publique au sein du gouvernement Matata II sur l'ordonnance présidentielle.

## Biographie
Le prof Pascal Isumbisho Mwapu était secrétaire académique de l'institut supérieur de développement rural (ISDR) Bukavu et après directeur général de même institution de 2010 à 201, il était candidat à la députation nationale et provinciale

## Études
Le professeur Ordinaire Pascal Isumbisho Mwapu il est :
- Docteur en Sciences Biologiques de l’Université de Namur/Belgique
- Master en Aquaculture de l’Université de Liège/Belgique
- Licencié en Biologie de l’ISP de Bukavu/RDC
- Spécialité : Limnologie, Pêche et Aquaculture[3]